# Шатонёф-Грас
Шатонёф-Грас (фр. Châteauneuf-Grasse) — коммуна на юго-востоке Франции в регионе Прованс — Альпы — Лазурный берег, департамент Приморские Альпы, округ Грас, кантон Вальбонн. До марта 2015 года коммуна административно входила в состав упразднённого кантона Ле-Бар-сюр-Лу (округ Грас).
Площадь коммуны — 8,95 км², население — 3118 человек (2006) с тенденцией к росту: 3184 человека (2012), плотность населения — 355,8 чел/км².

## Население
Население коммуны в 2011 году составляло — 3213 человек, а в 2012 году — 3184 человека.
| 1962 | 1968 | 1975 | 1982 | 1990 | 1999 | 2006 | 2008 | 2011 | 2012 |
| ---- | ---- | ---- | ---- | ---- | ---- | ---- | ---- | ---- | ---- |
| 1103 | 1278 | 1602 | 2128 | 2806 | 2968 | 3118 | 3160 | 3213 | 3184 |

Динамика численности населения:

## Экономика
В 2010 году из 2028 человек трудоспособного возраста (от 15 до 64 лет) 1389 были экономически активными, 639 — неактивными (показатель активности 68,5 %, в 1999 году — 66,6 %). Из 1389 активных трудоспособных жителей работали 1288 человек (699 мужчин и 589 женщин), 101 числились безработными (48 мужчин и 53 женщины). Среди 639 трудоспособных неактивных граждан 189 были учениками либо студентами, 229 — пенсионерами, а ещё 221 — были неактивны в силу других причин.
На протяжении 2010 года в коммуне числилось 1222 облагаемых налогом домохозяйства, в которых проживало 3074,0 человека. При этом медиана доходов составила 24 тысячи 491 евро на одного налогоплательщика.

## Достопримечательности (фотогалерея)

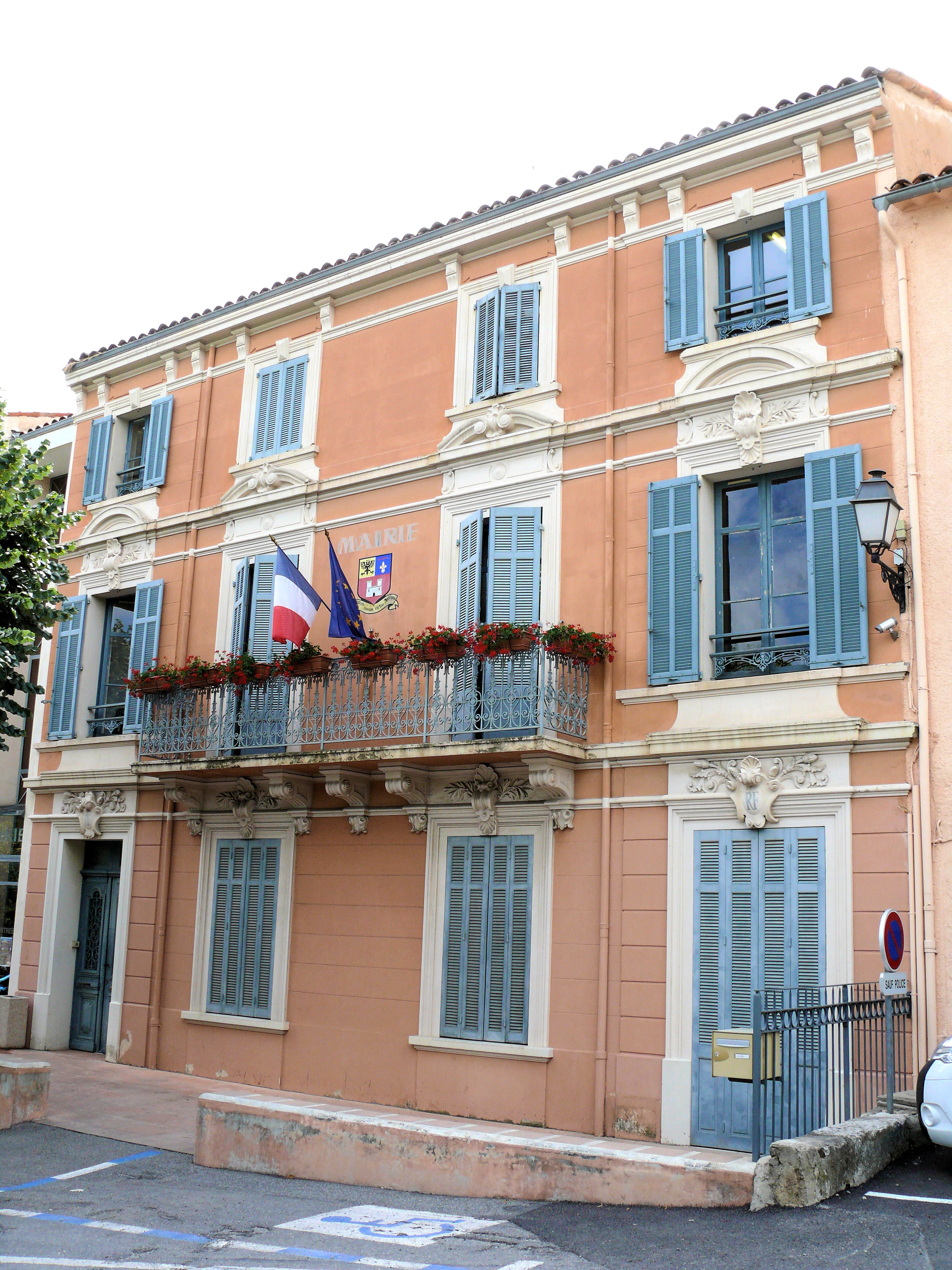
Здание мэрии